# Atletik under sommer-OL 2024 - 100 meter hækkeløb (damer)
Kvindernes 100 meter hækkeløb ved sommer-OL 2024 blev afholdt på Stade de France i Paris, Frankrig, mellem 7. og 10. august 2024. Det var fjortende gang, at kvindernes 100 meter hækkeløb blev konkurreret ved sommer-OL.

## Resultater

### Heats
Heatsene blev afholdt den 7. august med start kl. 10:15 (UTC+2) om morgenen.

#### Heat 1
| Rangering | Bane | Atlet                | Nation     | Tid            | Noter |
| --------- | ---- | -------------------- | ---------- | -------------- | ----- |
| 1         | 9    | Tobi Amusan          | Nigeria    | 12.49          | Q     |
| 2         | 7    | Alaysha Johnson      | USA        | 12.61          | Q     |
| 3         | 4    | Janeek Brown         | Jamaica    | 12.84          | Q     |
| 4         | 2    | Mako Fukube          | Japan      | 12.85          | q     |
| 5         | 3    | Sidonie Fiadanantsoa | Madagaskar | 12.92          |       |
| 6         | 8    | Wu Yanni             | Kina       | 12.97          |       |
| 7         | 5    | Maayke Tjin-A-Lim    | Holland    | 12.98          |       |
| 8         | 6    | Maribel Caicedo      | Ecuador    | 13.05          |       |
|           |      |                      |            | Vind: -0.1 m/s |       |

#### Heat 2
| Rangering | Bane | Atlet                 | Nation         | Tid           | Noter |
| --------- | ---- | --------------------- | -------------- | ------------- | ----- |
| 1         | 2    | Jasmine Camacho-Quinn | Puerto Rico    | 12.42         | Q     |
| 2         | 9    | Cindy Sember          | Storbritannien | 12.62         | Q     |
| 3         | 8    | Pia Skrzyszowska      | Polen          | 12.72         | Q     |
| 4         | 7    | Denisha Cartwright    | Bahamas        | 12.89         |       |
| 5         | 4    | Yumi Tanaka           | Japan          | 12.90         |       |
| 6         | 6    | Ebony Morrison        | Liberia        | 12.93         |       |
| 7         | 3    | Celeste Mucci         | Australien     | 13.05         |       |
| 8         | 5    | Emelia Chatfield      | Haiti          | 13.06         |       |
|           |      |                       |                | Vind: 0.0 m/s |       |

#### Heat 3
| Rangering | Bane | Atlet               | Nation     | Tid             | Noter |
| --------- | ---- | ------------------- | ---------- | --------------- | ----- |
| 1         | 6    | Masai Russell       | USA        | 12.53           | Q     |
| 1         | 9    | Nadine Visser       | Holland    | 12.53           | Q     |
| 3         | 3    | Cyrena Samba-Mayela | Frankrig   | 12.56           | Q     |
| 4         | 8    | Charisma Taylor     | Bahamas    | 12.78           | q     |
| 5         | 2    | Mariam Abdul-Rashid | Canada     | 12.80           | q     |
| 6         | 7    | Reetta Hurske       | Finland    | 12.96           |       |
| 7         | 5    | Gréta Kerekes       | Ungarn     | 13.50           |       |
| 8         | 4    | Michelle Jenneke    | Australien | 20.85           |       |
|           |      |                     |            | Vind: + 0.8 m/s |       |

#### Heat 4
| Rangering | Bane | Atlet             | Nation    | Tid           | Noter |
| --------- | ---- | ----------------- | --------- | ------------- | ----- |
| 1         | 9    | Danielle Williams | Jamaica   | 12.59         | Q     |
| 2         | 6    | Sarah Lavin       | Irland    | 12.73         | Q     |
| 3         | 2    | Ditaji Kambundji  | Schweiz   | 12.81         | Q     |
| 4         | 4    | Marione Fourie    | Sydafrika | 12.91         |       |
| 5         | 8    | Laëticia Bapté    | Frankrig  | 13.04         |       |
| 6         | 5    | Luca Kozák        | Ungarn    | 13.11         |       |
| 7         | 3    | Jyothi Yarraji    | Indien    | 13.16         |       |
|           | 7    | Yoveinny Mota     | Venezuela | DQ            |       |
|           |      |                   |           | Vind: 0.0 m/s |       |

#### Heat 5
| Rangering | Bane | Atlet             | Nation     | Tid            | Noter |
| --------- | ---- | ----------------- | ---------- | -------------- | ----- |
| 1         | 3    | Ackera Nugent     | Jamaica    | 12.65          | Q     |
| 2         | 2    | Devynne Charlton  | Bahamas    | 12.71          | Q     |
| 3         | 9    | Grace Stark       | USA        | 12.72          | Q     |
| 4         | 5    | Liz Clay          | Australien | 12.94          |       |
| 5         | 4    | Lotta Harala      | Finland    | 12.97          |       |
| 6         | 7    | Viktória Forster  | Slovakiet  | 13.08          |       |
| 7         | 6    | Lin Yuwei         | Kina       | 13.24          |       |
| 8         | 8    | Michelle Harrison | Canada     | 13.40          |       |
|           |      |                   |            | Vind: -0.6 m/s |       |

### Opsamlingsheats
Opsamlingsheatsene blev afholdt den 8. august med start kl. 10:35 (UTC+2) om morgenen.

#### Heat 1
| Rangering | Bane | Atlet             | Nation     | Tid            | Noter |
| --------- | ---- | ----------------- | ---------- | -------------- | ----- |
| 1         | 4    | Marione Fourie    | Sydafrika  | 12.79          | Q     |
| 2         | 5    | Maayke Tjin-A-Lim | Holland    | 12.87          | Q, SB |
| 3         | 2    | Viktória Forster  | Slovakiet  | 12.88          |       |
| 4         | 8    | Jyothi Yarraji    | Indien     | 13.17          |       |
| 5         | 7    | Gréta Kerekes     | Ungarn     | 13.20          |       |
| 6         | 3    | Emelia Chatfield  | Haiti      | 13.24          |       |
| 7         | 6    | Michelle Jenneke  | Australien | 13.86          |       |
|           |      |                   |            | Vind: +0.1 m/s |       |

#### Heat 2
| Rangering | Bane | Atlet             | Nation     | Tid            | Noter |
| --------- | ---- | ----------------- | ---------- | -------------- | ----- |
| 1         | 4    | Ebony Morrison    | Liberia    | 12.82          | Q     |
| 2         | 2    | Maribel Caicedo   | Ecuador    | 12.83 (.828)   | Q     |
| 3         | 6    | Reetta Hurske     | Finland    | 12.83 (.830)   |       |
| 4         | 8    | Laëticia Bapté    | Frankrig   | 12.92          |       |
| 5         | 3    | Celeste Mucci     | Australien | 13.00          |       |
| 6         | 5    | Lin Yuwei         | Kina       | 13.13          |       |
| 7         | 7    | Michelle Harrison | Canada     | 13.30          |       |
|           |      |                   |            | Vind: +0.4 m/s |       |

#### Heat 3
| Rangering | Bane | Atlet                | Nation     | Tid            | Noter |
| --------- | ---- | -------------------- | ---------- | -------------- | ----- |
| 1         | 6    | Lotta Harala         | Finland    | 12.86          | Q     |
| 2         | 8    | Yumi Tanaka          | Japan      | 12.89          | Q     |
| 3         | 2    | Luca Kozák           | Ungarn     | 12.96          | SB    |
| 4         | 3    | Wu Yanni             | Kina       | 12.98          |       |
| 5         | 5    | Liz Clay             | Australien | 12.99          |       |
| 6         | 7    | Sidonie Fiadanantsoa | Madagaskar | 13.12          |       |
| 7         | 4    | Denisha Cartwright   | Bahamas    | 13.45          |       |
|           |      |                      |            | Vind: -0.2 m/s |       |

### Semifinaler
Semifinalerne blev afholdt den 9. august med start kl. 12:05 (UTC+2) om eftermiddagen.

#### Semifinale 1
| Rangering | Bane | Atlet               | Nation  | Tid            | Noter |
| --------- | ---- | ------------------- | ------- | -------------- | ----- |
| 1         | 4    | Grace Stark         | USA     | 12.39          | Q     |
| 2         | 7    | Devynne Charlton    | Bahamas | 12.50          | Q     |
| 3         | 6    | Tobi Amusan         | Nigeria | 12.55 (.548)   |       |
| 3         | 8    | Pia Skrzyszowska    | Polen   | 12.55 (.548)   |       |
| 5         | 3    | Mariam Abdul-Rashid | Canada  | 12.60          | PB    |
| 6         | 5    | Danielle Williams   | Jamaica | 12.82          |       |
| 7         | 9    | Yumi Tanaka         | Japan   | 12.91          |       |
|           | 2    | Ebony Morrison      | Liberia | DQ             |       |
|           |      |                     |         | Vind: +0.5 m/s |       |

#### Semifinale 2
| Rangering | Bane | Atlet            | Nation  | Tid            | Noter |
| --------- | ---- | ---------------- | ------- | -------------- | ----- |
| 1         | 4    | Alaysha Johnson  | USA     | 12.34          | Q     |
| 2         | 7    | Nadine Visser    | Holland | 12.43          | Q     |
| 3         | 8    | Charisma Taylor  | Bahamas | 12.63          | PB    |
| 4         | 9    | Maribel Caicedo  | Ecuador | 12.67          |       |
| 5         | 6    | Ditaji Kambundji | Schweiz | 12.68          |       |
| 6         | 4    | Sarah Lavin      | Irland  | 12.69          |       |
| 7         | 9    | Janeek Brown     | Jamaica | 12.92          |       |
| 8         | 2    | Lotta Harala     | Finland | 13.05          |       |
|           |      |                  |         | Vind: +0.4 m/s |       |

#### Semifinale 3
| Rangering | Lane | Atlet                 | Nation         | Tid            | Noter |
| --------- | ---- | --------------------- | -------------- | -------------- | ----- |
| 1         | 5    | Jasmine Camacho-Quinn | Puerto Rico    | 12.35          | Q     |
| 2         | 7    | Masai Russell         | USA            | 12.42          | Q     |
| 3         | 4    | Ackera Nugent         | Jamaica        | 12.44          | q     |
| 4         | 6    | Cyrena Samba-Mayela   | Frankrig       | 12.52          | q     |
| 5         | 3    | Mako Fukube           | Japan          | 12.89          |       |
| 6         | 9    | Marione Fourie        | Sydafrika      | 13.01          |       |
| 7         | 2    | Maayke Tjin-A-Lim     | Holland        | 13.03          |       |
|           | 8    | Cindy Sember          | Storbritannien | DNF            |       |
|           |      |                       |                | Vind: -0.7 m/s |       |

### Finale
Finalen blev afholdt den 10. august med start kl. 19:45 (UTC+2) om aftenen.
Vind: -0.3 m/s
| Rangering                        | Bane | Atlet                 | Nation      | Reaktion | Tid          | Noter |
| -------------------------------- | ---- | --------------------- | ----------- | -------- | ------------ | ----- |
| 1                                | 5    | Masai Russell         | USA         | 0.137    | 12.33        |       |
| 2. plads, sølvmedaljemodtager(e) | 2    | Cyréna Samba-Mayela   | Frankrig    | 0.143    | 12.34        |       |
| 3                                | 7    | Jasmine Camacho-Quinn | Puerto Rico | 0.173    | 12.36        |       |
| 4                                | 3    | Nadine Visser         | Holland     | 0.134    | 12.43 (.425) |       |
| 5                                | 4    | Grace Stark           | USA         | 0.161    | 12.43 (.428) |       |
| 6                                | 8    | Devynne Charlton      | Bahamas     | 0.203    | 12.56        |       |
| 7                                | 6    | Alaysha Johnson       | USA         | 0.151    | 12.93        |       |
| —                                | 9    | Ackera Nugent         | Jamaica     | 0.138    | DNF          |       |